# Droit à l'éducation au Canada
Pour un article plus général, voir Droit à l'éducation.
Cet article traite des règles qui gouvernent le droit à l'éducation au Canada.

## Aucun droit général à l'éducation en vertu de la Charte canadienne des droits et libertés
Le droit à l'éducation n'est pas prévu à la Charte canadienne des droits et libertés car bien que le Canada a adhéré aux grandes conventions internationales de l'ONU, il a seulement mis en œuvre le Pacte international relatif aux droits civils et politiques et il n'a pas intégré les droits du Pacte international relatif aux droits économiques, sociaux et culturels dans sa Charte, alors qu'il aurait vraisemblablement dû le faire en vertu de son obligation internationale prévue par ce dernier traité. En droit canadien, les règles des conventions internationales n'ont aucune priorité sur les règles de droit national.

## Reconnaissance du droit à l'éducation dans des lois provinciales
Par contre, les provinces canadiennes peuvent inclure le droit à l'éducation dans leurs lois quasi-constitutionnelles provinciales. À titre d'exemple, la Charte des droits et libertés de la personne du Québec prévoit à son article 40 que « toute personne a droit, dans la mesure et suivant les normes prévues par la loi, à l’instruction publique gratuite ». Si aucune loi statutaire ne s'y oppose, le juge est tenu de donner effet au droit à l'éducation car il s'agit tout de même d'un droit. Ce droit peut par exemple trouver application dans le cadre d'actions collectives où des parents d'élèves contestent des frais de manuels scolaires qui leur sont imposés par les administrations scolaires.

### Québec

#### Loi sur l'instruction publique
Au Québec, les modalités du droit à l'instruction publique sont précisées dans la Loi sur l'instruction publique. Cette loi prévoit notamment le « droit au service de l’éducation préscolaire et aux services d’enseignement primaire et secondaire », le « droit aux autres services éducatifs, complémentaires et particuliers » le « droit à la gratuité des services éducatifs prévus par la présente loi », le « droit à la gratuité des services d’alphabétisation », le « droit à la gratuité des services éducatifs prévus par le régime pédagogique applicable à la formation professionnelle » et le « droit à la gratuité s’applique dans tous les cas aux frais de nature administrative ». Il énonce en outre le « le droit de choisir, à chaque année, parmi les écoles qui dispensent les services auxquels il a droit, celle qui répond le mieux à leur préférence ».

#### Éducation postsecondaire
Comme la Loi sur l'instruction publique concerne essentiellement l'éducation préscolaire, primaire, secondaire et la formation professionnelle, elle ne couvre pas l'éducation postsecondaire, soit les collèges préuniversitaires et techniques, les universités et les écoles qui offrent des examens d'agrément professionnel après la diplomation universitaire. Pour le financement de ces études, il existe pourtant des moyens légaux de financement : 1) le financement conditionnel en vertu de la Loi sur l'aide financière aux études (le financement devient inconditionnel jusqu'à concurrence d'un certain montant après la réussite d'un premier baccalauréat universitaire) 2) le soutien financier parental obtenu légalement au moyen du recours alimentaire de l'enfant majeur, décrit plus en détail dans la section ci-dessous.
Par ailleurs, le Québec finance les universités de manière à réduire les frais de scolarité à quelques milliers de dollars par année seulement pour les résidents québécois. Pour les résidents canadiens, le rabais est moindre que le rabais québécois offert aux résidents québécois. Les résidents québécois de longue date qui sont simplement nés dans une autre province canadienne doivent néanmoins produire des documents additionnels pour bénéficier du rabais québécois. Dans les provinces canadiennes qui n'ont pas le même régime de financement, ces études peuvent coûter deux ou trois fois plus cher.
Les étudiants étrangers sont soumis à des règles de financement différentes des citoyens et résidents canadiens et peuvent ne pas bénéficier d'un rabais aux études. Par exemple, sur son site Web, l'Université de Toronto estime que les frais s'établissent à environ 42 000 dollars par année pour les étudiants étrangers. Toutefois, certains étudiants étrangers peuvent dans certaines circonstances bénéficier du rabais canadien ou québécois;  par exemple, le Québec offre le rabais québécois aux étudiants étrangers dans les collèges et universités francophones du Québec situés à l’extérieur de la région métropolitaine de Montréal dans l'espoir de voir une augmentation du nombre de personnes qui s'établissent à l'extérieur de la ville de Montréal. Même pour les études à Montréal, les étudiants français et belges peuvent se prévaloir d'ententes internationales entre le Québec, la France et la Belgique et obtenir le tarif canadien pour les études de premier cycle et le tarif québécois pour les études supérieures.

## Refus du législateur de classer le droit à l'éducation parmi les droits fondamentaux
Dans la Charte québécoise, les droits fondamentaux sont aux articles 1 à 9.1 de la Charte. Le droit à l'éducation n'y figure pas. Le droit à l'instruction publique figure dans une autre section appelée « droits économiques et sociaux ». La totalité des droits économiques et sociaux ne sont pas des droits fondamentaux car ils concernent essentiellement des besoins économiques plutôt que des droits politiques.

## Le droit à l'éducation n'est pas inaliénable

### Possibilité de déroger au droit à l'éducation sans invoquer la clause nonobstant
La disposition qui reconnaît le droit à l'éducation a toutefois une force contraignante moins importante que les droits prévus aux articles 1 à 38 de la Charte parce que l'article 52 CDLP énonce que le contrôle de la constitutionnalité des lois ne s'applique pas pour les droits au-delà de l'article 38, ce qui signifie que le législateur peut librement adopter des lois qui vont à l'encontre des droits énoncés aux articles 39 et suivants sans être lié par la contrainte de forme de la Charte. Le droit à l'éducation est à l'article 40, ce qui indique que n'importe quelle loi pourrait le limiter, la loi en question n'a pas besoin d'être une loi spéciale qui déroge explicitement aux droits.

### Possibilité de déroger au droit à l'éducation même s'il était classé parmi les droits fondamentaux
Même si, par hypothèse, le droit à l'éducation était classé parmi les droits fondamentaux, le législateur conserverait la possibilité d'adopter des lois spéciales qui y dérogent car la clause nonobstant permet de déroger à la quasi-totalité des droits de la Charte canadienne et de la Charte québécoise (article 33 LC 1982 et articles 52 CDLP).
Au Canada, seuls quelques rares droits tels que le droit de vote, le droit d'être éduqué dans la langue de sa minorité linguistique provinciale et le droit d'entrer et de sortir du pays peuvent être qualifiés d'inaliénables en raison de l'impossibilité d'y déroger, tous les autres droits sont aliénables en raison de la disposition de dérogation. Il est à noter que l'article 23 de la Charte canadienne protège la langue d'instruction plutôt que le contenu de l'instruction elle-même, la disposition vise à empêcher l'assimilation forcée de minorités linguistiques françaises ou anglaises et leur confère un droit d'autogouvernance scolaire primaire et secondaire plutôt que de créer un droit général à l'éducation.

## Recours alimentaire de l'enfant majeur
Bien que la Charte québécoise soit silencieuse sur le droit d'enfants majeurs à obtenir une éducation postsecondaire, le droit civil québécois autorise le recours alimentaire de l'enfant majeur, ce qui permet à des enfants âgés de 18 ans et plus d'obtenir légalement des ressources financières de leurs parents pour étudier à temps plein au cégep et à l'université dans la mesure où ils respectent les critères prévus par la jurisprudence, dont la capacité parentale de payer, l'obtention de bons résultats, les revenus de l’enfant, le sérieux de l’intention de l’enfant et son niveau d’autonomie.